# Gentiana komnensis
Gentiana komnensis är en gentianaväxtart som beskrevs av F. Mayer. Gentiana komnensis ingår i släktet gentianor, och familjen gentianaväxter. Inga underarter finns listade i Catalogue of Life.